# 三井住友DSアセットマネジメント
三井住友DSアセットマネジメント株式会社（みついすみともディーエスアセットマネジメント、英称：Sumitomo Mitsui DS Asset Management Company, Limited）は、日本の3大メガバンクのひとつ三井住友フィナンシャルグループ（SMFG）の傘下企業で、主に投資運用、金融商品取引を行うSMBCグループの資産運用会社である。
同じく「三井住友」の名を冠する三井住友トラスト・ホールディングス傘下の運用会社である「三井住友トラスト・アセットマネジメント（三井住友TAM）」とは関連性はない。

## 概要
本社は東京都港区虎ノ門に置くが、上海、ロンドン、ニューヨーク、香港にも事務所・子会社を置き、海外でも事業を行っている。投資信託協会、日本投資顧問業協会の会員である。
2016年7月、三井住友銀行（SMBC）が住友生命保険などから株式を一部買い取り、出資比率を40%から60%に高めた上で子会社化した。10月1日には三井住友フィナンシャルグループの直接の子会社となっている。
2019年4月1日、大和住銀投信投資顧問を合併。三井住友アセットマネジメントから三井住友DSアセットマネジメントに商号変更。

## 歴史
- 2002年12月1日 - 三井生命保険相互会社（現・大樹生命保険株式会社[5]）の資産運用子会社だった三井生命グローバルアセットマネジメント株式会社を存続会社として、住友ライフ・インベストメント株式会社、スミセイグローバル投信株式会社（2社は住友生命保険相互会社の資産運用子会社）、三井住友海上アセットマネジメント株式会社（三井住友海上火災保険株式会社の資産運用子会社）、さくら投信投資顧問株式会社（株式会社三井住友銀行の資産運用子会社）を合併し、三井住友アセットマネジメント株式会社を設立。設立当初の株主構成は住友生命保険35.0%、三井生命保険30.0%、三井住友海上火災保険と三井住友銀行は各17.5%ずつで、住友生命保険が筆頭株主であった。
- 2013年
  - 1月10日 - 住友生命保険が保有している三井住友アセット株式のうちの12.5%相当分を三井住友銀行へ譲渡。これにより、同行が三井住友アセットの筆頭株主となる。
  - 4月1日 - トヨタアセットマネジメント株式会社を子会社化し、同時に吸収合併。
- 2014年10月20日 - みさき投資株式会社と、戦略的業務・資本提携を締結。
- 2015年4月1日 - SMBC日興証券株式会社より日興グローバルラップ株式会社の発行済み全株式を取得し、100％子会社化。
- 2016年
  - 7月29日 - 三井住友銀行が、住友生命保険・三井住友海上火災保険・三井生命保険より計20%の株式を取得し、三井住友銀行の連結子会社となる。株主構成は三井住友銀行60%、住友生命保険と三井住友海上火災保険は各20%ずつとなる[6][2]。
  - 10月1日 - 株式会社三井住友フィナンシャルグループが三井住友銀行の保有していた株式すべてを現物配当により取得し、三井住友フィナンシャルグループの直接の子会社となる[3]。
- 2019年4月1日 - 大和住銀投信投資顧問株式会社を合併。三井住友DSアセットマネジメントに社名変更。

## 事業内容
投資運用業、投資助言・代理業
投資資産の運用による投資判断の委託を受けつけ、その投資を行う「投資一任業務」、投資の助言を行う「投資助言業務」を行う。
第二種金融商品取引業

## 組織体制
運用
- 運用企画部
- 運用開発部
- 調査部
- 株式運用第一部
- 株式運用第二部
- エンゲージメント運用部
- 企業調査第一部
- 企業調査第二部
- グローバル運用戦略第一部
- グローバル運用戦略第二部
- 保険資産運用第一部
- 保険資産運用第二部
- 運用管理部

営業
- 営業企画部
- 大阪支店
- 名古屋支店
- 運用コンサルティング部
- 国際営業部
- 投信営業第一部
- 投信営業第二部
- 投信営業第三部
- 資産運用サポート室

管理
- コミュニケーション推進部
- 資産管理部
- IT事務統括部
- 人事部
- 総務部
- リスク管理部
- コンプライアンス部
- 内部監査部